# Nấm mỡ
Nấm mỡ (Danh pháp khoa học: Agaricus bisporus) hay còn gọi tên tiếng Anh là: button mushroom là một loài nấm ăn được (có thể ăn sống). Đây là loài bản địa từ vùng đồng cỏ ở châu Âu và Bắc Mỹ. Nó có hai trạng thái màu sắc trong khi chưa trưởng thành màu trắng và nâu-cả hai đều có những cái tên khác nhau. Nấm mỡ (Agaricus bisporus) được trồng ở hơn bảy mươi quốc gia và nó là một trong những loại nấm phổ biến rộng rãi và tiêu thụ nhiều nhất trên thế giới.